# ینهییوکی (رودخانه)
یَنْهییُوکی (انگلیسی: Jänhijoki)  شاخه ای از رودخانه لیومیوکی در فنلاند است. سرچشمه آن در دریاچه ینی‌یروی در شهرداری تاملا در تاواستیای اصلی در فنلاند است. یانهییوکی از رودخانه پریوکی شروع می شود و به سمت شمال غربی جریان می یابد.